# Ann Doran
Ann Doran, född 28 juli 1911 i Amarillo, Texas, död 19 september 2000 i Carmichael, Kalifornien, var en amerikansk skådespelare. Doran medverkade i över 350 filmer och TV-produktioner och gjorde oftast mindre eller medelstora karaktärsroller. Till hennes mest kända filmroller hör den som dominant mor i Ung rebell. Doran var aktiv fram till 1980-talets slut.

## Filmografi, urval
- 1938 – Komedin om oss människor
- 1941 – Första gången jag såg dej...
- 1941 – Vi behöver varann
- 1943 – Vi hälsa livet
- 1946 – Fallet Martha Ivers
- 1947 – Handen på hjärtat
- 1947 – Åh, en sån deckare!
- 1948 – Ormgropen
- 1948 – Fallgropen
- 1951 – Fallet O'Hara
- 1954 – Mellan himmel och hav
- 1955 – Ung rebell
- 1971 – Det kom en man tillbaka
- 1986 – Tjejen som tog hem spelet